# Cày ri ta Trung Bộ
Cày ri ta Trung Bộ (danh pháp: Primulina annamensis) là một loài thực vật có hoa trong họ Tai voi (Gesneriaceae). Loài này được François Pellegrin mô tả khoa học đầu tiên năm 1930 trong Fl. Indo-Chine [P.H. Lecomte et al.] 4: 530. 1930 dưới danh pháp Chirita annamensis.
Năm 2011, Mich.Möller & A.Weber chuyển nó sang chi Primulina.